# John Oakeley
John Digby Atholl Oakeley (27 de noviembre de 1932-19 de diciembre de 2016) fue un deportista británico que compitió en vela en las clases Flying Dutchman y Soling.
Ganó una medalla de oro en el Campeonato Mundial de Flying Dutchman de 1967 y dos medallas de oro en el Campeonato Europeo de Flying Dutchman, en los años 1966 y 1967. Además, obtuvo una medalla de bronce en el Campeonato Mundial de Soling de 1970 y una medalla de plata en el Campeonato Europeo de Soling de 1972.

## Palmarés internacional
| Campeonato Mundial | Campeonato Mundial | Campeonato Mundial | Campeonato Mundial |
| Año                | Lugar              | Medalla            | Clase              |
| ------------------ | ------------------ | ------------------ | ------------------ |
| 1967               | Montreal (Canadá)  | Medalla de oro     | Flying Dutchman    |
| Campeonato Europeo |                    |                    |                    |
| Año                | Lugar              | Medalla            | Clase              |
| 1966               | Horten (Noruega)   | Medalla de oro     | Flying Dutchman    |
| 1967               | Bandol (Francia)   | Medalla de oro     | Flying Dutchman    |

| Campeonato Mundial | Campeonato Mundial     | Campeonato Mundial | Campeonato Mundial |
| Año                | Lugar                  | Medalla            | Clase              |
| ------------------ | ---------------------- | ------------------ | ------------------ |
| 1970               | Poole (Reino Unido)    | Medalla de bronce  | Soling             |
| Campeonato Europeo |                        |                    |                    |
| Año                | Lugar                  | Medalla            | Clase              |
| 1972               | Copenhague (Dinamarca) | Medalla de plata   | Soling             |